# Pelosia simonensis
Pelosia simonensis là một loài bướm đêm thuộc phân họ Arctiinae, họ Erebidae.